# Diachrysia orychalcea
Diachrysia orychalcea är en fjärilsart som beskrevs av Jacob Hübner 1790. Diachrysia orychalcea ingår i släktet Diachrysia och familjen nattflyn. Inga underarter finns listade i Catalogue of Life.